# 奶油酥餅 (大甲)
奶油酥餅是台灣台中市大甲區的地方名產，為一個直徑約20公分的圓形酥餅，內餡為奶油加麥芽糖，厚度約1公分，麵皮有很多層，每層都非常薄又酥，外緣不可太硬，內餡也不可過鹹。
太陽餅的形狀和味道類似於大甲的奶油酥餅，兩者主要差異在於奶油酥餅較太陽餅甜，奶油酥餅內餡用麥芽糖和奶油，太陽餅亦用麥芽糖但傳統上使用豬油；奶油酥餅咬起來上酥下厚，太陽餅則較為紮實。現今奶油酥餅也有尺寸較小的產品推出，稱為奶油小酥餅。

## 外部參考
- 張尊禎. . 台灣: 遠流出版事業股份有限公司. 2009-04-01: 103–104  [2013-04-03]. ISBN 978-957-32-6456-9.